# Музейний острів

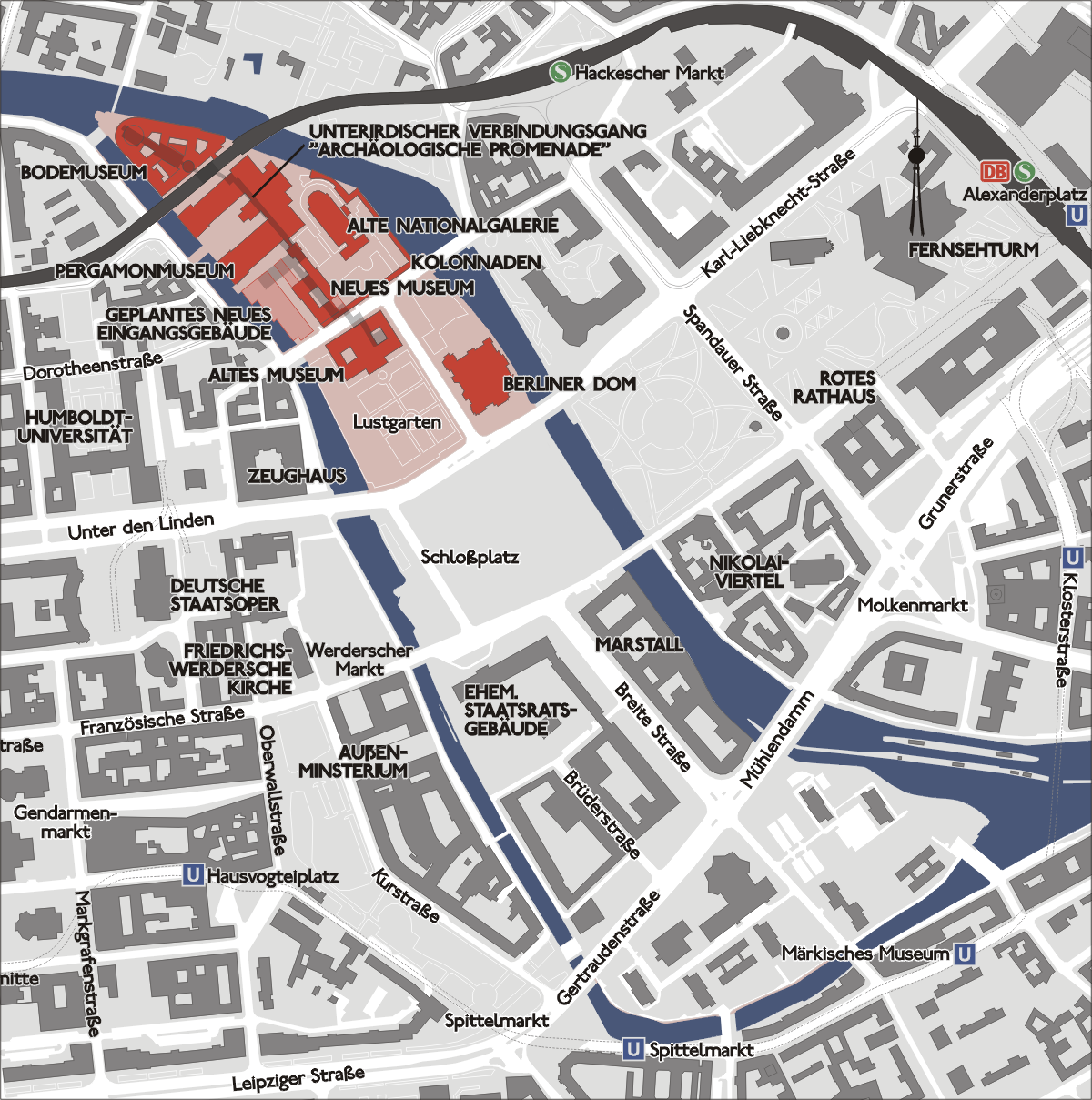
Музейний острів на карті Берліна

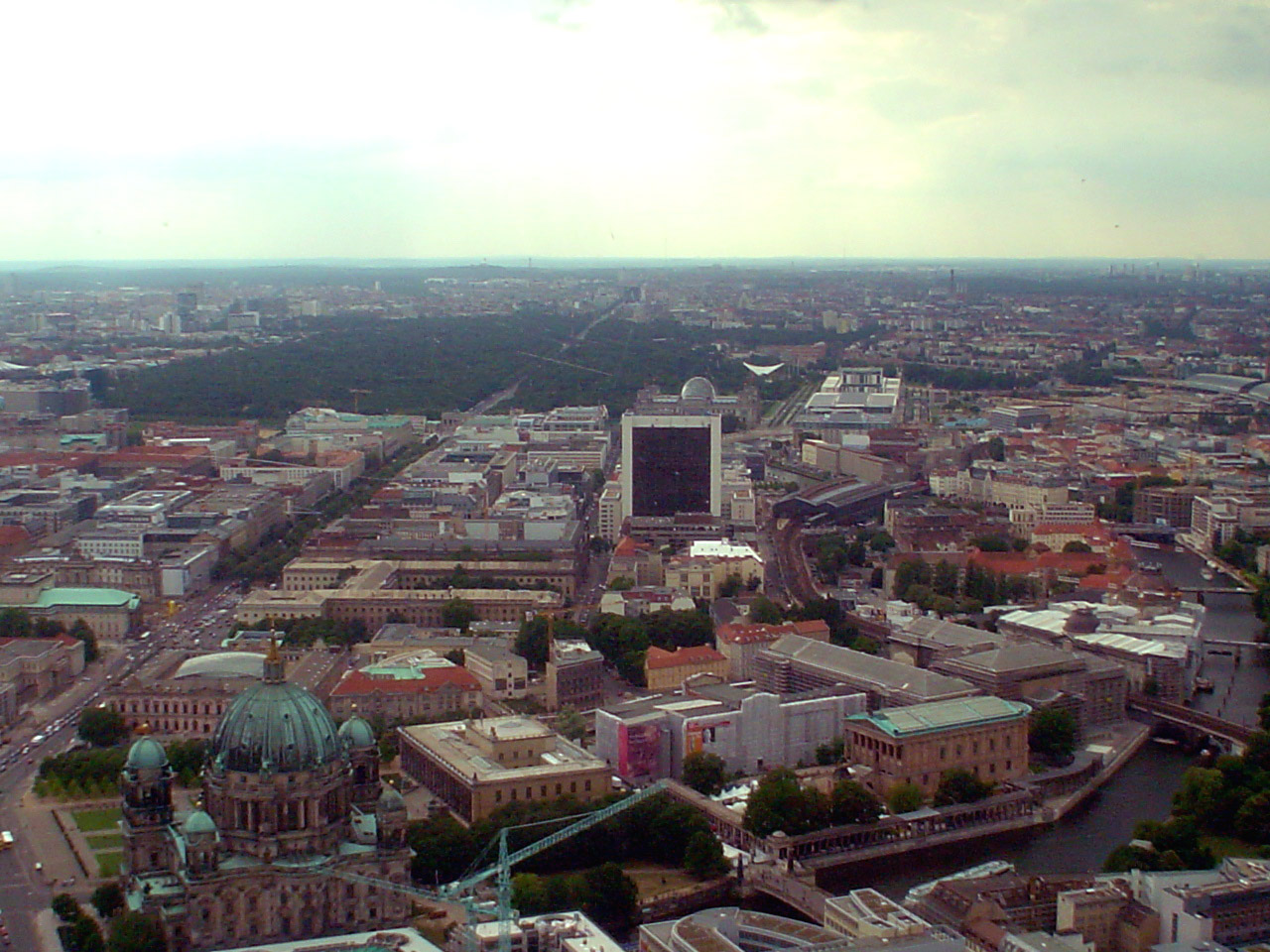
Вид на Музейний острів з телевежі

Музе́йний о́стрів (нім. Museumsinsel) — назва, яку отримав північний край острова [[Шпрееїнзель]] на річці Шпрее в Берліні, де розташовано ряд відомих берлінських музеїв. З 1999 року унікальний архітектурний та культурний ансамбль включений у Світову спадщину ЮНЕСКО.

## Історія
В Середньовіччі північна частина острова Шпрееінзель являла собою болотисті заплавні луки. У південній, більш високій частині острова ще в XIII ст. виникло місто Кельн, а його північна частина стала пізніше садом при берлінському Міському палаці. У XVII столітті лівий рукав Шпрее був оснащений системою каналів. Виник нинішній канал Купферграбен, завдяки якому була осушена північна частина острова. Між Шпрее і Купферграбеном виник Кельнський острівець (нім. Cöllnische Werder), де в другій половині XVII століття був побудований Люстгартен. До 1748 оранжерея Померанценхоф (нім. Pomeranzenhof) з тропічними плодами, пальмами і екзотичними рослинами, останнє нагадування про Люстгартен, у зв'язку із зростанням торговельної діяльності водними шляхами була переобладнана під склад. Пізніше на острові були побудовані додаткові склади, в тому числі для борошна і солі.
У 1797 король Фрідріх Вільгельм II підтримав пропозицію археолога та професора мистецтвознавства Алоїса Гірта про створення музею для розміщення творів мистецтва античності та Нового часу. У 1810 своїм найвищим указом король Фрідріх Вільгельм III звелів закласти «публічне зібрання ретельно відібраних творів мистецтва». Цим указом він пішов назустріч усе гучнішим закликам освіченого бюргерства до створення публічних зібрань творів мистецтва.
В 1822 Карл Фрідріх Шинкель представив проєкт нової будівлі, відповідно до якого планувалася велика перебудова північної частини Шпрееінзеля. Крім музейного будинку проєкт забудови острова передбачав будівництво кількох мостів і роботи з вирівнювання каналу Купферграбен. Керівництво комісією зі зведення музею було покладено на Вільгельма фон Гумбольдта.
Першим музеєм на Музейному острові і одночасно першим публічним музеєм Пруссії став побудований в 1830 році Берлінський музей. 1859 року відкрив свої двері Прусський королівський музей (нині Новий музей). 1876 року відкрилася Національна галерея (сучасна назва — Стара національна галерея). 1904 року відкрився Музей кайзера Фрідріха (нині Музей Боде, перейменований у 1960 році на честь німецького історика мистецтва Вільгельма фон Боде). 1930 року на Музейному острові з'явився будинок Пергамського музею. Завдяки Музейному острову, який став центром науки і мистецтва Берліна, місто одержало прізвисько «Афіни на Шпрее».
У 1870-ті назва «Музейний острів» закріпилася за цією частиною острова і відображала претензії Пруссії на гідне місце культурної столиці Європи в одному ряду з Парижем і Лондоном. 1880 року на конференції директорів музеїв було ухвалено рішення про розміщення на Музейному острові суто творів «високого мистецтва», яким у той час вважалося мистецтво Європи і Близького Сходу.
Проєкти подальшої забудови мали на меті створення додаткових виставкових площ для постійно зростаючих колекцій мистецтва. Ще Альфред Мессель планував прилаштувати до свого дітища — будівлі Пергамського музею додатковий південний корпус і розмістити в ньому єгипетську колекцію. Цим планам не судилося здійснитися через величезну кількість технічних і фінансових складнощів.

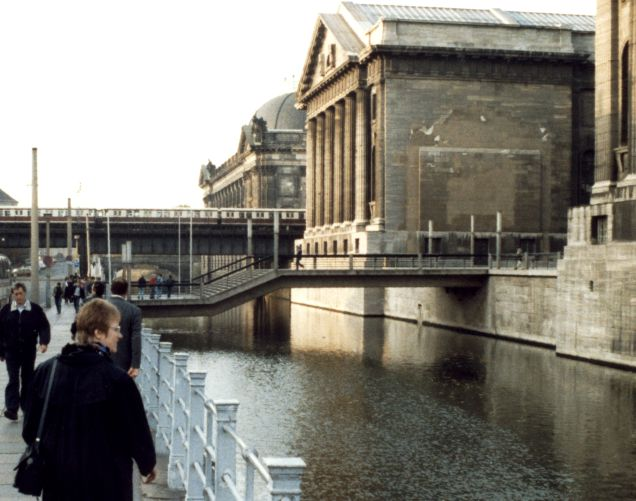
Музейний острів. Вид на Пергамський музей та Музей Боде

При націонал-соціалізмі в плани перебудови Берліна, що розроблялися Альбертом Шпеєром, був включений і Музейний острів, де передбачалося звести ще чотири монументальних музейних будівлі за проєктом архітектора Вільгельма Крайс. Згідно з цим проєктом на північному березі Шпрее навпроти Музею Боде повинні були вирости Німецький музей, Музей XIX століття і Музей єгипетського та передньоазіатського мистецтва, (який після перегляду проєкту став просто Єгипетським музеєм і, маючи в проєкті виставкову площу у 75 000 м², найбільшим із трьох будівель). Забудова території між вулицями Фрідріхштрассе, Ораніебургерштрассе і площею Монбіжуплац вимагала би перенесення палацу Монбіжу. Для військово-історичних колекцій берлінського Цайхгаузу вздовж Купферграбена Крайс планував побудувати будинок Музею світової війни. Ганс Дустманн, імперський архітектор гітлерюгенда, запропонував на додаток до нових музеїв у північній частині острова створити в його південній частині між лінією міської залізниці і Фрідріхштрассе новий Етнографічний музей. Усім цим масштабним проєктам перешкодила війна.
У Другу світову війну музеї острови були зруйновані на понад 70 %. Планом їх поступового відновлення починаючи з 1950 року не залишився охоплений найбільш постраждалий з усіх Новий музей. Прозвані «ганебною плямою» руїни Нового музею передбачалося знести, що однак затягувалося через брак площ. Дорогі роботи з санації почалися лише в 1987 році. Привести Музейний острів у повний порядок передбачалося до 1989 року, проте через брак коштів ці роботи так і не були розпочаті.
Після об'єднання Німеччини наприкінці 1990-х років почалися масштабні роботи з реставрації і санації Музейного острова. В 1999 рада Фонду прусської культурної спадщини затвердила майстер-план Музейного острова. Він передбачає санацію наявних будівель, їх архітектурне об'єднання в музейний ансамбль і реорганізацію колекцій, розділених до 1989.

## Музейний острів зараз

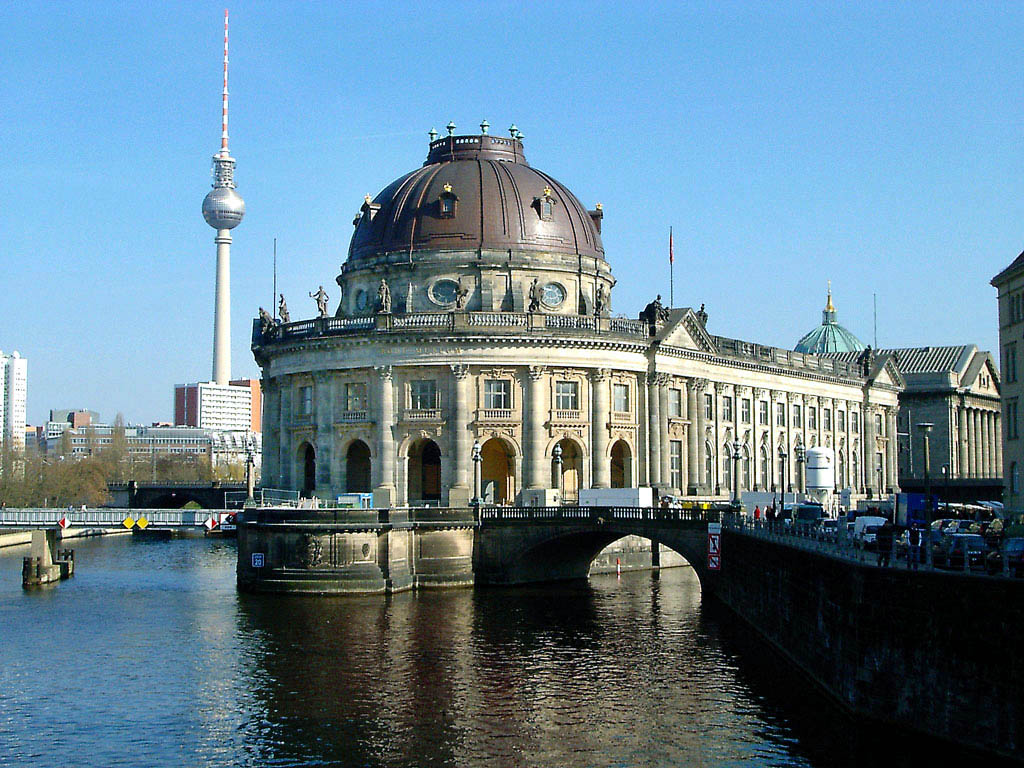
Музей Боде

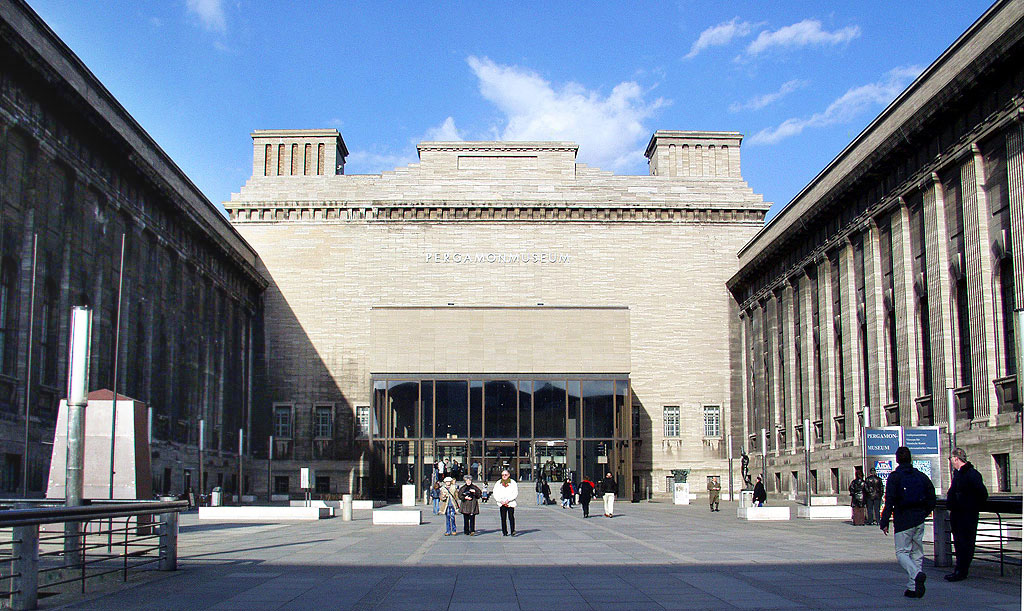
Пергамський музей

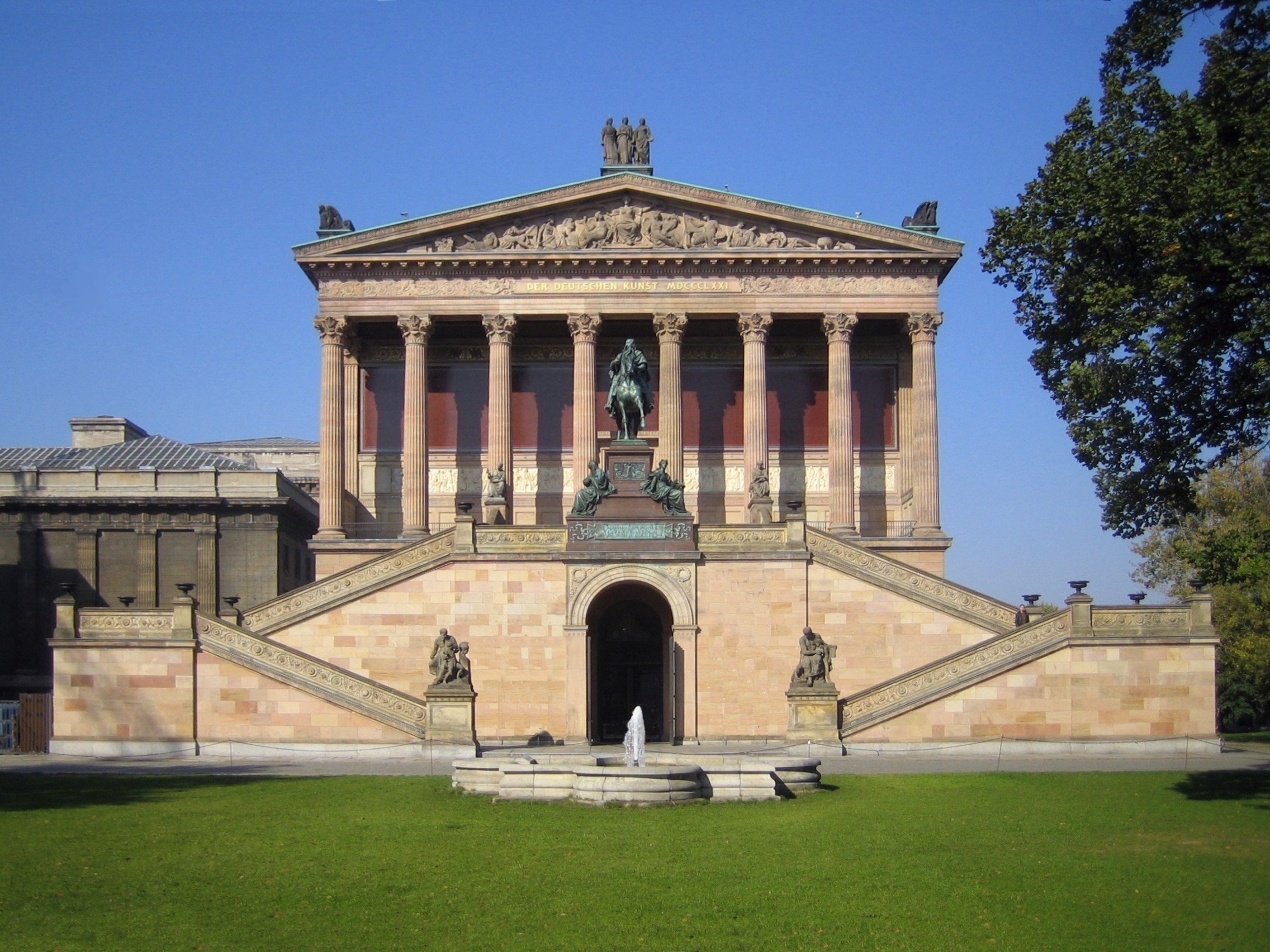
Стара національна галерея

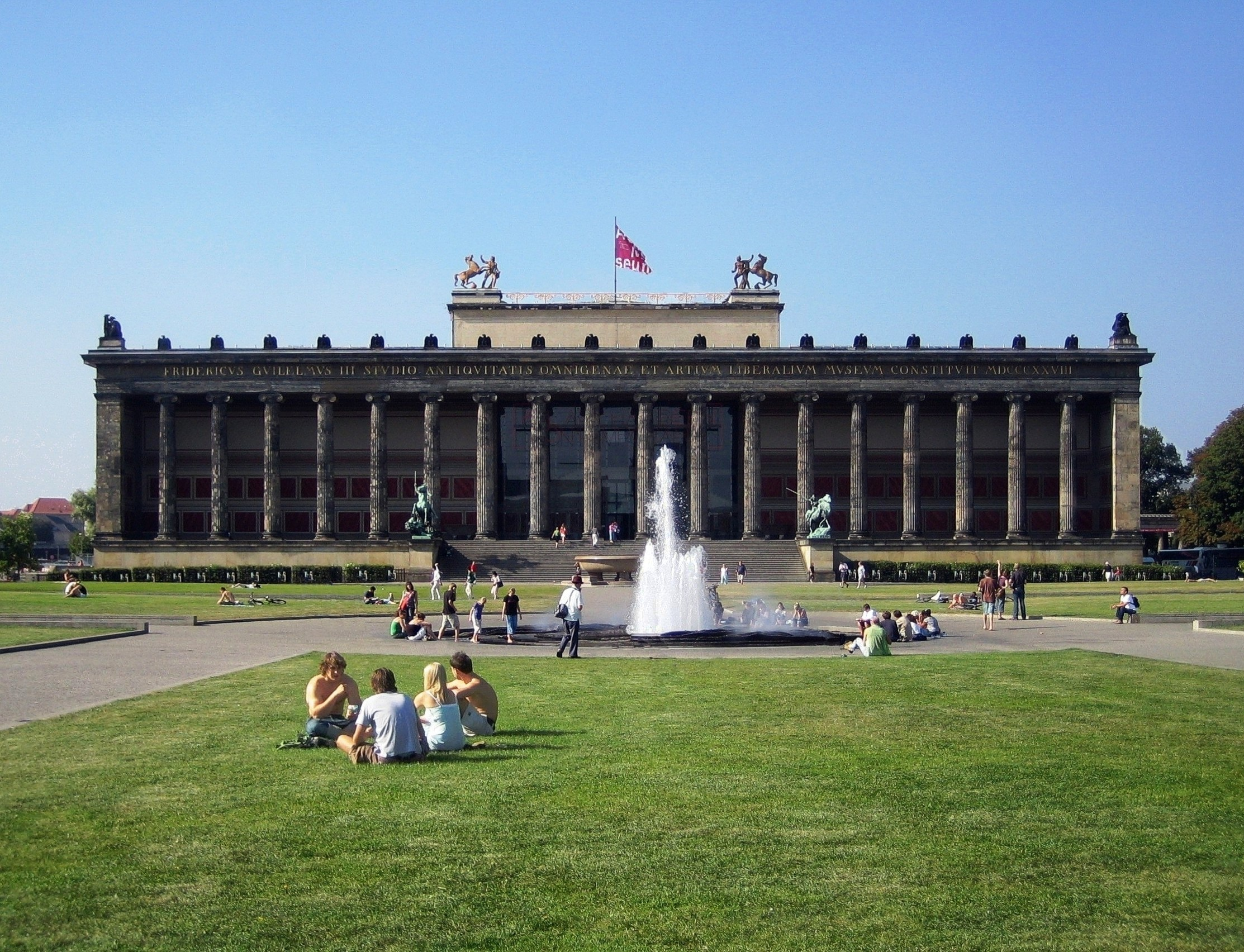
Берлінський музей

Північний край Музейного острова перетинає міст Монбіжу, що з'єднує острів із обома берегами Шпрее. Обидва мости закриті для руху громадського транспорту і утворюють вхід до Музею Боде, будівлі трикутної форми в стилі необароко, величезний купол якої височіє над північною частиною Шпрееінзеля.
З південного боку Музею Боде острів перетинає лінія берлінської міської електрички, яка відокремлює будівлю Музею Боде від Пергамського музею. Це найпізніша музейна будівля в комплексі на Музейному острові є найвідвідуванішим берлінським музеєм, що має світову популярність завдяки таким монументальним античним експонатам, як Пергамський вівтар. Вхід до музею являє собою площу, обмежену з трьох сторін корпусами музейного будинку, на яку можна потрапити з вулиці Ам-Купферграбен по пішохідному мосту.
З південного заходу до Пергамського музею примикає Новий музей, який після Другої світової війни тривалий час перебував у руїнах і в наш час[коли?] відновлюється, а з південного сходу з Пергамським музеєм сусідить Стара національна галерея, за стилем є античним храмом із високими сходами при вході. Над входом до галереї височіє кінна статуя Фрідріха Вільгельма IV, руці якого належать перші ескізи будівлі. Біля входу в Національну галерею розбита галявина, оформлена скульптурами з фонду музею. З півдня і сходу біля Шпрее галявина обмежена колонадами в доричному стилі. У літню пору тут проводяться кінопокази та концерти просто неба.
З південного боку Нового музею та Національної галереї острів перетинає вулиця Бодештрассе, відкрита для проїзду транспорту через західний рукав Шпрее. Примикаючий до неї міст Фрідріхсбрюкке через східний рукав Шпрее закритий для механічних транспортних засобів. Далі на південь від цієї вулиці в західній частині острова знаходиться Старий музей і Люстгартен, а в східній частині — Берлінський кафедральний собор. Між ними вузька вуличка Ам-Люстгартен з'єднує Боденштрассе з найважливішою транспортною магістраллю Унтер-ден-Лінден — Палацова площа — Карл-Лібкнехт-Штрассе, яка обмежує достатньо тихий в транспортному відношенні Музейний острів з півдня.
На північ від Берлінського собору навпроти Старої національної галереї літніми вечорами любителі орнітології можуть спостерігати як вирушають на ночівлю в каштановий лісок десятки тисяч шпаків.

## Музеї

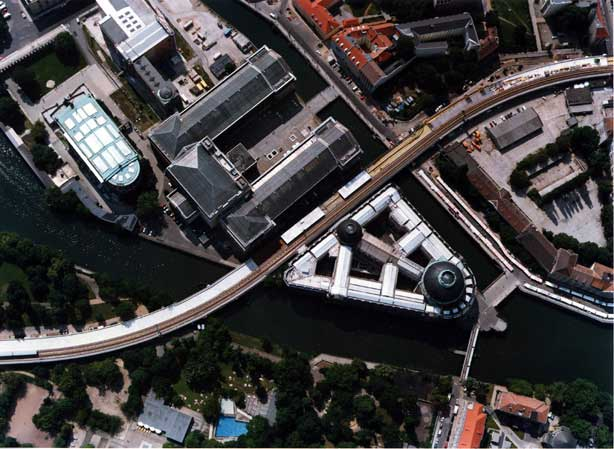
Вид на Музейний острів з повітря

П'ять музеїв на Музейному острові входять до музейного об'єднання Державні музеї Берліна, яке своєю чергою є установою Фонду прусської культурної спадщини. Музейний острів в одному ряду з Культурним форумом в берлінському Тіргартен, комплексом замку Шарлоттенбург та музеями в Берлін — Далем утворює один із найвідоміших музейних центрів Берліна.
У будівлях на Музейному острові переважно розміщені археологічні колекції і мистецтво XIX ст. Після об'єднання Німеччини почалося об'єднання розділених між Заходом і Сходом зібрань. Відповідно до майстер-плану Музейного острова заплановано реорганізація та спільне експонування колекцій всіх музеїв. Новий будинок входу, відкриття якого заплановане на 2008 рік, стане центральним входом на Музейний острів в цілому. Одночасно в ньому буде знаходитися інформаційний центр, кафе, магазини, ресторани і зали для спеціальних заходів та виставок.
У Старому музеї на основному поверсі експонується частина Античного зібрання: скульптури, зброя, золоті прикраси та скарби зі срібла з колекції давньогрецького мистецтва, починаючи з кікладської епохи до давньоримської епохи. На верхньому поверсі музею з серпня 2005 р. тимчасово розташовується берлінський Єгипетський музей, що переїхав туди з Шарлоттенбурга. 2009 року він займе своє місце в відбудованому Новому музеї.
Новий музей згідно з майстер-планом Музейного острова знаходиться в стадії відновлення. Після його відкриття в 2009 р. він візьме експозицію Єгипетського музею, до якої зокрема входить знаменитий бюст давньоєгипетської цариці Нефертіті та інші твори мистецтва епохи Ехнатона. У Новому музеї буде також частково представлена експозиція Музею первісної та ранньої історії з експонатами, що відносяться до кам'яної доби та інших стародавніх епох.
У трьох корпусах Пергамського музею  зібрані архітектурні об'єкти, давньогрецькі та давньоримські скульптури з Античного зібрання, передньоазіатського музею, експонати якого охоплюють шість тисяч років історії, мистецтва та культури Передньої Азії, і Музею ісламського мистецтва, в якому зберігаються твори мистецтва ісламських народів VIII—XIX ст. Пергамський музей отримав всесвітню популярність завдяки вражаючій реконструкції археологічного ансамблю Пергамського вівтаря, воріт Мілетського ринку, Воріт Іштар з фрагментом вавилонської Дороги процесій та фризу з Мшатти. Після відкриття четвертого, що знаходиться поки на стадії будівництва корпусу Пергамського музею в ньому можна буде побачити такі монументальні твори із зібрання Єгипетського музею, як ворота з храмового комплексу Калабша і колонний зал царя Сахури , а також фасад з Телль-Халафа з передньоазіатського музею, які ще з часів війни тужать у музейних запасниках Державних музеїв Берліна.
У зібранні Старої національної галереї  представлені твори скульптури та живопису XIX ст., починаючи Каспаром Давидом Фрідріхом та французькими імпресіоністами і закінчуючи Римськими фресками назарейців.
У відкртому 17 жовтня 2006 року після реконструкції Музеї Боде представлені експонати з Музею візантійського мистецтва III—XIX століть, італійська і німецька скульптура від раннього Середньовіччя до XVIII ст. з Скульптурного зібрання. В Монетному кабінеті зберігаються серії монет, які охоплюють період від VII століття до н. е., коли перші монети карбувалися в Малій Азії, і закінчуючи монетами і медалями XX століття, а також вибрані експонати старих майстрів із Берлінської картинної галереї.